# Triklorofluorometan

Triklorofluorometan poznan tudi pod imenom Freon-11, CFC-11 ali R-11 spada med CFC pline. Je brezbarven, skoraj brez vonja in vrelišče ima že približno pri sobni temperaturi.

## Uporaba
Bil je prvi široko uporabljen hladilni plin. Zaradi svoje visoke točke uparjanja (napram ostalim hladilnim plinom), se lahko uporablja v sistemih z nizkim delovnim tlakom in je s tem manj zahteven pri strojnem projektiranju glede na ostale pline z višjim delovnim tlakom, kot sta na primer R-12 in R-22.
Zaradi visoke koncentracije klora in enostavnostjo razcepa atomov iz molekule pri izpostavljenosti UV svetlobi je R-11 definiran kot najbolj ozonu škodljiv plin med vsemi hladilnimi plini. Zato so mu dodelili vrednost ODP=1 (Ozone deplenting potencial - potencial tanjšanja ozonskega plašča), v ZDA pa so ga leta 1996 nehali proizvajati.
Triklorofluorometan se uporablja kot referenčna spojina za študijo fluora-19 NMR.
Pred leti, še pred poznavanjem potenciala tanjšanja ozonskega plašča (ODP), škodljivosti klora v hladilnih plinih in drugih možnih škodljivih vplivov na okolje, se je Triklorofluorometan v tekočem stanju (če je bilo dovolj hladno) včasih uporabljal kot čistilno sredstvo za izpiranje v nizkotlačnih sistemih in cevnih inštalacijah.

## Tabela fizikalnih lastnosti
| Lastnost                                 | Vrednost             |
| ---------------------------------------- | -------------------- |
| Gostota (ρ) pri 0 °C                     | 1.5432 g.cm−3        |
| Gostota (ρ) pri 18.82 °C                 | 1.4905 g.cm−3        |
| Kritična temperatura (Tc)                | 198 °C (471 K)       |
| Kritični tlak (pc)                       | 4.410 MPa (44.1 bar) |
| Kritična gostota (ρc)                    | 4.151 mol.l−1        |
| Lomni količnik (n) pri 20 °C, D          | 1.3821               |
| Acentrični faktor (ω)                    | 0.18875              |
| Dipolni moment                           | 0.450 D              |
| Potencial tanjšanja ozonske plasti (ODP) | 1 (po definiciji)    |
| Potencial globalnega segrevanja (GWP)    | 4600 (CO2 = 1)       |

## Galerija slik
- Časovni trak atmosferske koncentracije CFC-11 (Walker et al., 2000)
- "Sedanjost" (1990s) Koncentracija CFC-11 na morski površini
- "Sedanjost" (1990s) Oceanski vertikalen popis CFC-11